# 浑河之战 (1621年)
浑河之战，是指1621年的一场明朝军队和后金军队发生的战役。
天启元年（1621年）沈阳被后金攻占时，一支明军在总兵童仲揆、陈策等率领下，推进到浑河，欲与沈阳城内的明兵对后金兵进行夹击。
听说城已被占，陈策下令还师。游击周敦吉等一再请战，诸将激动地说：“我辈不能救沈，在此三年何为！”
于是明兵分为两营，周敦吉与副总兵四川石柱都司佥书秦邦屏等领兵逾万人先渡河，在桥北立营；童仲揆、陈策及副将戚金、参将张明世统浙兵三千、家丁二千在桥南立营。在秦邦屏结营尚未完成时，后金骑兵四面攻击。明军奋勇迎战，先败白旗，又败黄旗，击斩落马2-3000人，斩杀后金一参将、二游击，明军阵型坚固无比，后金多次进攻无果。八旗勁旅“死于枪弩者数千人”。但后金兵仍继续组织冲锋，却而复前，如是者三。经过激烈交锋，川军终于饥饿疲劳，难以支持，又受到后金军火炮猛烈轰击，全军崩溃。周敦吉、秦邦屏及参将吴文杰、守备雷安民等皆力战而死。周世禄从西北逸出，邓起龙、袁见龙夺桥西奔，带领残军俱走入浙营，继续坚持作战。浙兵布阵于浑河五里之外，列置战车枪炮，掘壕安营，用秫秸为栅，外涂泥巴。后金兵消灭江北明军后，迅速渡河把浙兵包围数匝。
总兵朱万良、姜弼率领一万余援兵，行至白塔铺。时后金主力正在渡河准备攻击浙军，遂遣兵数百为哨探进行试探性进攻，遭遇到后金二百巴牙喇精兵。后者望风而逃，明兵放枪紧追，直追到后金左翼四旗兵营前。左翼四旗主力即刻回击，击败边军，斩杀数千人。
后金兵得以集中兵力攻浙兵营，明軍以火器射击，杀伤相枕。火药用尽，两军便开始短兵相接。明军的步兵没有弓、撒袋，他们持三尺长的竹竿枪和腰刀，披甲胄，外套一层厚棉，刀、箭不入。最后明军溃败，陈策战死。童仲揆欲逃离战场，被戚金拦住，一同战死。沈阳-浑河之战，后金前后损失雅巴海、布哈、孙扎钦、巴彦、雅木布里、西尔泰、郎格、敦布达哈木布、禄汪格等战将。
时人评说：自奴酋发难，我兵望风先逃，未闻有婴其锋者。独此战，以万余人当虏数万，杀数千人。虽力屈而死，至今凛凛有生气。当时亡归残卒，有至辽阳以首功献按臣张铨者，铨命照例给赏。卒痛哭阶前，不愿领赏，但愿为主将报仇。